# 中村梅玉 (4代目)
四代目 中村 梅玉（よだいめ なかむら ばいぎょく、1946年（昭和21年） 8月2日 - ）は歌舞伎役者。屋号は高砂屋。定紋は祇園守、替紋は祇園銀杏。立役を主とする。本名は河村 順之（かわむら としゆき）。人間国宝（重要無形文化財「歌舞伎立役」の各個認定保持者） 、日本芸術院会員、伝統歌舞伎保存会会員。神奈川県出身、青山学院高等部中退。

## 来歴
六代目中村歌右衛門の妻つる子のおいに生まれ、1955年に実弟の二代目中村魁春とともに六代目歌右衛門の養子となる。
1956年（昭和31年） に歌舞伎座『蜘蛛の拍子舞』の福才で初舞台、二代目加賀屋福之助を襲名する。
1967年（昭和42年）に歌舞伎座『絵本太功記』十段目の武智十次郎と『妹背山婦女庭訓・吉野川』の久我之助で八代目中村福助を襲名。
1992年（平成4年）に歌舞伎座『祇園祭礼信仰記』（金閣寺）の此下東吉と『伊勢音頭恋寝刃』（伊勢音頭）の福岡貢で四代目中村梅玉を襲名。2013年、芸術院会員に選ばれる。
2022年7月22日、重要無形文化財「歌舞伎立役」の各個認定保持者（人間国宝）に認定されることが内定した。

## 芸風
品のよい、穏やかな芸風で、『一谷嫩軍記』の源義経や平敦盛、『太功記』の十次郎、『吉野川』の久我之助のような貴公子役を本領とする一方、眞山青果作『将軍江戸を去る』の徳川慶喜、『御浜御殿綱豊卿』の徳川綱豊、『頼朝の死』の源頼家や、岡本綺堂作『番町皿屋敷』の青山播磨など三代目市川壽海を思わせる新歌舞伎の役どころや、『仮名手本忠臣蔵』の斧定九郎、『籠釣瓶花街酔醒』の繁山栄之丞など色悪と芸域は広い。

## 人物
若い役を演じる上での信念として「気を若く保つことが大事」「現代をよく知らなければならない」と語っており、その時々に流行している音楽を聴くなどしているという。2022年にはYOASOBIのファンになったことを語っている。また、サザンオールスターズのファンでもあり、桑田佳祐とも交流がある。
実弟で同じく六代目歌右衛門の養子に二代目中村魁春。また六代目歌右衛門の芸養子として別に六代目中村東蔵がいる。妻は作家の武者小路実篤の孫で、元バレリーナの武者小路有紀子。2019年に部屋子の中村梅丸を養子とし中村莟玉を名乗らせた。
2022年7月22日、歌舞伎立役において重要無形文化財の保持者（人間国宝）に認定されることが内定した。

## 顕彰
- 1990年（平成2年） - 日本芸術院賞
- 2007年（平成19年） - 紫綬褒章[9]
- 2022年（令和4年） - 人間国宝